# Cephas Yao Agbemenu

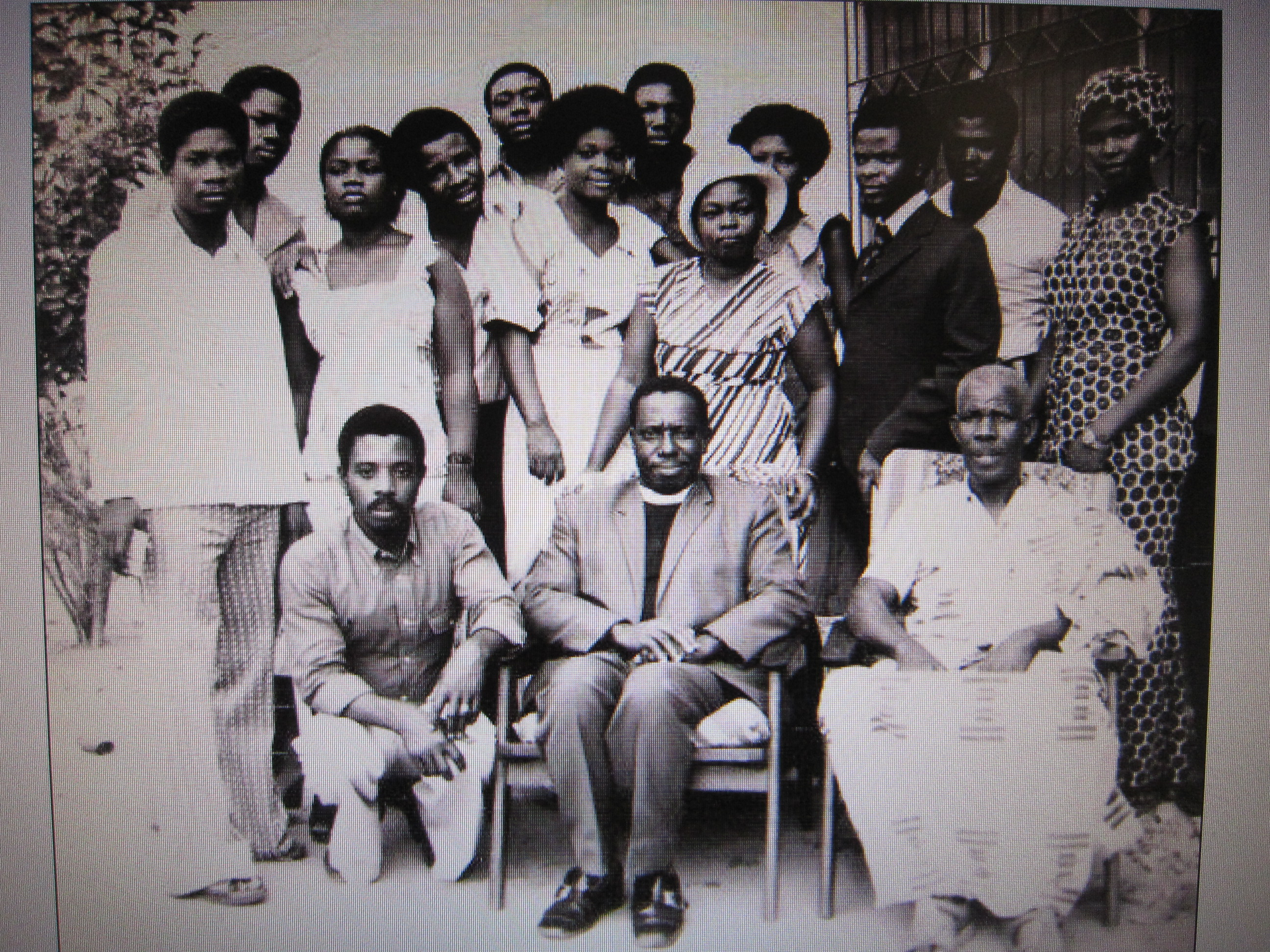
Familjeporträtt taget innan Cephas Yao Agbemenu flyttade från Ghana till USA 1978. Yao Agbemenu är den tredje personen från höger på bilden med en mörk skjorta.

Cephas Yao Agbemenu, född den 29 maj 1951 i Leklebi-Kame, Volta Region, Ghana, är en konstprofessor vid Kenyatta University, Nairobi, Kenya. Han är också en skulptör och traditionell afrikansk träsnidare som ser en parall mellan sitt träsnideri och sitt liv. 
År 1977 började Cephas Yao Agbemenu att undervisa vid i konst, skulptur och teckning vid University of Science and Technology Kumas. 
År 1987 fick han en tjänst som Senior Lecturer, vid Department of Fine Art, Kenyatta University, Nairobi, Kenya..

## Fulbright Scholar
Cephas Yao Agbemenu har fått utmärkelsen Fulbright Scholar, vilket är en av mest betydande akademiska utmärkelserna för konstnärliga ämnen i världen. Genom utmärkelsen har han kunnat resa till USA och undervisa vid två college i Pennsylvania.